# Daddy DJ
Daddy DJ — французький музичний проект, що виконує танцювальну музику. Учасники — Давід Ле Рой та Жан-Крістоф Бельваль.

## Історія
Міжнародну популярність гурт отримав завдячуючи синглу «Daddy DJ», що виданий в кінці 2000 року. У Франції ця композиція досягла 2-й сходинки національного хіт-параду та протрималась в першій п'ятірці протягом п'яти місяців, а сингл отримав статус діамантового. В хіт-парадах деяких європейських країн «Daddy DJ» зайняв перше місце. Кавер-версії на неї випустили Crazy Frog («Daddy DJ») та ді-джеї Basshunter («Vi sitter i Ventrilo och spelar DotA» та «All I Ever Wanted») і S3RL («Pretty Rave Girl»).
Наступні два сингла були менш успішні, і після 2002 року гурт надовго пішов в тінь. Лише у 2008 році стало відомо про його намір видати новий альбом.

## Дискографія

### Альбоми
- Let Your Body Talk (2001)
- Daddy DJ [CD/12"] (2002)
- Rock Machine (очікується)

### Сингли
- Daddy DJ (2000)
- Girl in Red (2001)
- Over You (2002)